# Близанац
Близанци представљају два ембриона која се у телу мајке истовремено развијају и роде се непосредно један после другог.  Ако се ради о три, четири или више ембриона онда су у питању тројке, четворке, петорке итд. Код човека, а и осталих сисара, разликују се: двојајчани или фратернални, дизиготни, бигерминални близанци и једнојајчани, који се називају још и идентични, монозиготни, моногерминални. У веома ретким случајевима, близанци могу имати исту мајку и различите очеве.
Насупрот томе, фетус који се развија сам у материци (много чешћи случај код људи) назива се синглетон. Неповезане особе веома сличног изгледа, при чему је њихова сличност попут близаначке, називају се допелгангери.

## Статистике
Стопа наталитета близанаца у Сједињеним Државама порасла је за 76% од 1980. до 2009. године, са 9,4 на 16,7 сета близанаца (18,8 на 33,3 близанаца) на 1.000 рођења. Народ Јоруба има највећу стопу ближњења на свету, са 45–50 сетова близанаца (90–100 близанаца) на 1.000 живорођених, вероватно због велике конзумације одређене врсте јама који садржи природни фитоестроген који може стимулисати јајнике да ослободе јаје са обе стране. У Централној Африци постоји 18–30 сетова близанаца (или 36–60 близанаца) на 1.000 живорођених. У Северној Америци, Јужној Азији (Индија, Пакистан, Бангладеш, Непал) и Југоисточној Азији су пронађене најниже стопе; само 6 до 9 парова близанаца на 1.000 живорођене деце. Северна Америка и Европа имају средње стопе од 9 до 16 комплета близанаца на 1.000 живорођених.
Много је мања вероватноћа да ће се вишеплодне трудноће извести до краја трудноће од једноплодних, при чему близанске трудноће у просеку трају 37 недеља, три недеље мање од пунот периода. Жене које имају породичну историју фратерналних близанаца имају веће шансе да и саме формирају фратерналне близанце, јер постоји генетски повезана тенденција хипер-овулације. Не постоји позната генетска веза за идентично ближњење. Други фактори који повећавају изгледе за рађање близанаца укључују старост мајке, лекове за плодност и друге третмане за плодност, исхрану и претходна рођења. Неке жене се намерно окрећу лековима за плодност како би затруднеле са близанцима.

## Двојајчани близанци
Двојајчани близанци су они близанци који се развијају из две јајне ћелије од којих је свака оплођена другим сперматозоидом. Могу да буду истог или различитих полова, а по генетском саставу су различити онолико колико су различита и браћа/сестре која нису близанци.
Разликују се два типа ових близанаца:
- они који су пореклом из две јајне ћелије које су се развијале у засебним Графовим фоликулима; код њих свако јаје има посебну овојницу (децидуу) и плаценте су удаљене једна од друге;
- они који су пореклом из две јајне ћелије које су се развијале у истом Графовом фоликулу; њихове плаценте су близу једна другој и имају заједничку овојницу.

Поред двојајчаних могу се јавити и вишејајчани близанци. Постоји одређено правило да што су близанци бројнији тиме се ређе јављају у људским популацијама. Дакле, најбројнији су двојајчани, док проценат опада када се ради о тројкама, четворкама итд.
Проценат јављања близанаца варира код различитих народа. Двојајчани близанци су најбројнији у Белгији, Финској, Данској, Шведској и Норвешкој, док се најређе јављају код Кинеза (0,3%) и Вијетнамаца (само 0,01%).
Код двојајчаних близанаца може се догодити да јајне ћелије буду оплођене сперматозоидима два мушкарца. То доказује случај када су рођени близанци од којих је један био белац, а други мешанац белца и црнца.

## Једнојајчани близанци
Једнојајчани близанци настају оплођењем једне јајне ћелије једним сперматозоидом, а непосредно после оплођења долази до поделе оплођеног јајета на два једнака дела. Пошто се оплођено јаје подели митозом (види браздање) они су генетички потпуно идентични па су услед тога и истог пола. Једнојајчани близанци се сматрају природним клоновима. Слично двојајчаним близанцима и једнојајчани могу бити тројке, четворке и петорке. Утврђено је да једнојајчани близанци често показују сличности у понашању због истих гена, без обзира на то да ли расту у истој околини или не.
Ако се оплођена јајна ћелија не подели потпуно, већ неким делом ембриони остају спојени онда могу настати тзв. сијамски близанци или двојне наказе Сијамски близанци су често један према другоме симетрични као лик у огледалу (види слику). Учесталост једнојајчаних близанаца код свих народа је скоро једнака тј. износи око 0,2% за двојке.
|  |  |  |